# Franciszek Ławicki
Franciszek Ławicki (ur. 31 marca 1888 w Śremie, zm. 1 maja 1979 tamże) – polski rzemieślnik, powroźnik, weteran I wojny światowej, komendant Straży Ludowej w Śremie, powstaniec wielkopolski, prezes OSP Śrem w latach 1953–1960 oraz naczelnik w latach 1925–1936. Członek Zarządu Głównego ZOSP w Warszawie w latach 1926–1929, radny w Powiatowej Radzie Narodowej w Śremie, wiceprezes koła ZBoWiD w Śremie, wiceprezes Związku Powstańców Wielkopolskich w Poznaniu. Działacz społeczny.

## Życiorys

### Młodość
Urodził się 31 marca 1888 roku w Śremie w rodzinie rzemieślniczej. Jego ojciec, Franciszek, miał warsztat powroźniczy, a matka, Antonina z d. Talarczyk pomagała mężowi. Jego brat, Stanisław, był księdzem rzymskokatolickim, natomiast drugi brat, Czesław, był oficerem straży granicznej. Uczęszczał do Szkoły Powszechnej w Śremie. Następnie w latach 1903–1906 uczył się zawody powroźnika, a także ukończył się w Szkole Dokształcającej w Śremie. Obowiązkową służbę wojskową odbył w latach 1908–1910 w Jednostce Taborów nr. 5 w Poznaniu. Po jej odbyciu został zwolniony do rezerwy w stopniu sierżanta.

### I wojna światowa i powstanie wielkopolskie
W październiku 1914 został powołany do armii niemieckiej. Brał udział w bitwie pod Skierniewicami, gdzie został pojmany przez Rosjan. Został wówczas wywieziony na Syberię i tam przebywał do sierpnia 1918. Po powrocie do rodzinnych stron przystąpił do przygotowania powstania w Śremie. Utworzył w mieście Straż Ludową, której został komendantem od 1 listopada 1918. Po wybuchu powstania, brał udział w walkach. W nocy z 29 na 30 grudnia 1918 roku uczestniczył w przejmowaniu garnizonu śremskiego. W późniejszym czasie został wcielony do Batalionu Śremskiego. Pełnił tam funkcję kwatermistrza do 20 lutego 1919 roku, kiedy został zdemobilizowany.

### Późniejsze życie i działalność w OSP Śrem
Do Ochotniczej Straży Pożarnej w Śremie Franciszek Ławicki wstąpił w 1905 roku. W 1925 roku został naczelnikiem OSP Śrem, oraz XV Okręgi Wielkopolskiego ZOSP w Śremie. W 1926 zasiadł w Zarządzie Głównym ZOSP w Warszawie. W 1927 sprowadził pierwszy w Powiecie Śremskim samochód marki mercedes dla straży. Był on jednym z pomysłodawców nadania sztandaru dla jednostki OSP Śrem w 1927 roku.
Do 1931 pracował jako powroźnik. Po tym czasie ukończył w Poznaniu kurs dla kontrolerów żywności. Z tym zawodem pracował w Urzędzie Miejskim w Śremie. Po wybuchu II wojny światowej pracował jeszcze w Ratuszu, ale od 1942 do zakończenia wojny, pracował w Zakładach Siły, Światła i Wodociągów w Śremie jako inkasent.
Po wyzwoleniu Śremu 23 stycznia 1945 został komendantem Milicji Obywatelskiej, którego funkcję pełnił do marca 1945.
Od kwietnia 1945 roku pracował do emerytury w 1958 roku w Ośrodku Zdrowia w Śremie jako kontroler sanitarny.
W 1953 został wybrany przez Walne Zgromadzenie OSP Śrem prezesem. Pełnił również funkcję wiceprezesa Związku Bojowników o Wolność i Demokrację w Śremie, oraz to samo stanowisko pełnił w Związku Powstańców Wielkopolskich w Poznaniu.
Był głównym inicjatorem odbudowy pomnika Dobosza w Śremie.
Zmarł 1 maja 1979 roku w Śremie. Został pochowany na cmentarzu komunalnym w Śremie.
Był żonaty z Józefą z d. Ślusarek z którą miał ósemkę dzieci.

## Upamiętnienie
Biogram Franciszka Ławickiego znajduje się w Słowniku Biograficznym Śremu wyd. 2008. Występuje również często w publikacji Sławomira Drozda pt. „Ochotnicza Straż Pożarna w Śremie w latach 1867–1999”, oraz Stanisława Łady pt. „Dwa Sztandary”.
Jest wymieniany także w sześcioczęściowej historii OSP Śrem zamieszczonym w Gazecie Śremskiej, jak również w Śremskim Panteonie Niepodległości – wystawie poświęconej śremskim powstańcom wielkopolskim.

## Odznaczenia[2]
- Brązowy Krzyż Zasługi (1932)
- Srebrny Medal za Ratowanie Ginących (1923)
- Złoty Medal za Ratowanie Ginących (1924)
- Brązowy Medal „Za Zasługi dla Pożarnictwa” (1929)
- Srebrny Medal „Za Zasługi dla Pożarnictwa” (1955)
- Odznaka Wzorowy Strażak (1956)
- Wielkopolski Krzyż Powstańczy (1957)
- Złoty Medal „Za Zasługi dla Pożarnictwa” (1960)
- Odznaka Honorowa Odznaka honorowa „Za Zasługi w Rozwoju Województwa Poznańskiego” (1967)
- Odznaka Pamiątkowa za zasługi dla Ziemi Śremskiej (1966)
- Srebrna Odznaka Korporacyjna Związku Ochotniczych Straży Pożarnych (1963)
- Odznaka Naczelnika OSP (1968)
- Odznaka za Wysługę Lat 70 (1976)